# Yangjiang (köpinghuvudort i Kina, Hainan Sheng, lat 19,10, long 110,34)
Yangjiang är en köpinghuvudort i Kina. Den ligger i provinsen Hainan, i den södra delen av landet, omkring 100 kilometer söder om provinshuvudstaden Haikou. Antalet invånare är 23 792. Befolkningen består av 11 193 kvinnor och 12 599 män. Barn under 15 år utgör 18,0 %, vuxna 15-64 år 67 %, och äldre över 65 år 13,0 %.
Runt Yangjiang är det tätbefolkat, med 276 invånare per kvadratkilometer. Närmaste större samhälle är Zhongyuan, 14,1 km öster om Yangjiang. I omgivningarna runt Yangjiang växer huvudsakligen savannskog.
Genomsnittlig årsnederbörd är 2 294 millimeter. Den regnigaste månaden är september, med i genomsnitt 368 mm nederbörd, och den torraste är januari, med 20 mm nederbörd.